# Anton Gebert
ThDr. Anton Gebert (10. dubna 1885, Svatý Kříž u Plané (nyní Chodský Újezd, německy Heiligenkreuz) – 18. května 1942 Dachau, Německo) byl dómský kanovník u katedrály sv. Víta v Praze. V arcibiskupské konzistoři zastával místo vedoucího referátu školství. Mimoto byl rektorem "Pražské německé duchovní péče" (německy Prager deutsche Seelsorge) při kostele Nejsvětějšího Salvátora a redaktorem německojazyčných církevních novin Kirchenblatt.

## Život
Narodil se v rodině sedláka v Chodském Újezdu Josefa Geberta a jeho manželky Anny, rozené Schernaglové.
Patřil mezi nacionálně orientované německé kněze. Po obsazení Čech nacistickým Německem dne 15. března 1939 se stal zastupujícím místním farářem Wehrmachtu v Praze. Přesto v roce 1940 přijal pověření kardinála Kašpara duchovně pečovat o uvězněné české kněze.
Vzápětí byl zatčen. Vedoucí církevního referátu gestapa Kurt Oberhauser s využitím informací od Franze Wernera Bobeho dodal soudu "důkazy", které obžalovaného usvědčovaly z "rozkladných štvavých řečí" a poslechu zahraničního rozhlasu. S použitím těchto zástupných důvodů byl odsouzen k jednomu roku vězení. Po odpykání trestu byl poslán do koncentračního tábora v Dachau, kde zahynul na následky rozedmy plic. Urna s jeho popelem je pohřbena ve Stříbře.